# Zakazane owoce
Zakazane owoce (fiń.: Kielletty hedelmä) – fińsko-szwedzki dramat z 2009 roku w reżyserii Dome Karukoskiego.

## Fabuła
Dwie osiemnastoletnie dziewczyny są związane z konserwatywną wspólnotą religijną. Wkrótce postanawiają wyjechać na wakacyjną pracę do miasta. Maria jest spragniona przygód i nastoletniego życia, postanawia wiec uciec z rodzinnego domu, aby poznać inny, dotychczas zakazany i potępiony przez jej religię świat. Raakel jest przeciwieństwem dziewczyny. Jest dużo spokojniejsza i mniej chętnie opuszcza swoją wioskę. Mimo to zgadza się na propozycje koleżanki i wyrusza z nią w podróż, tylko dlatego, aby nie opuściła ich wspólnoty i nie zmieniła wiary. Dziewczyny nie zdają sobie sprawy z tego, że to lato całkowicie zmieni ich życie. 

## Obsada
- Marjut Maristo jako Raakel
- Amanda Pilke jako Maria
- Malla Malmivaara jako Eeva
- Joel Makinen jako Toni
- Jarkko Niemi jako Jussi
- Olavi Uusivirta jako Johannes
- Timo Tikka jako Luukas
- Tommi Korpela jako kaznodzieja

i inni.